# Warren Channel

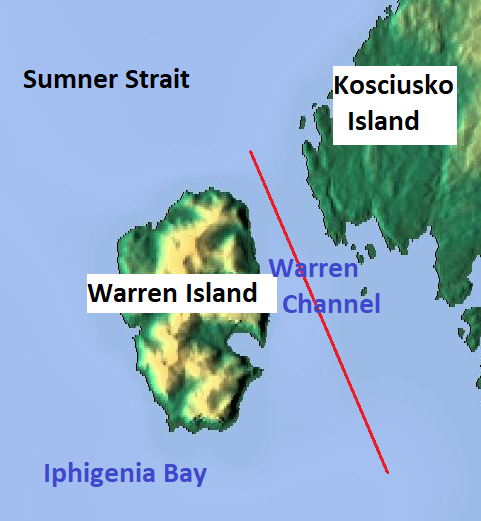
Warren Channel gemarkeerd op de kaart

Het Warren Channel is een natuurlijk kanaal in de Alexanderarchipel in de Alaska Panhandle in het zuidoosten van Alaska in de Verenigde Staten.

## Geografie
Het kanaal verbindt Sumner Strait in het noorden met Iphigenia Bay in het zuiden. Het scheidt Warren Island in het westen van Kosciusko Island in het oosten.
Het waterlichaam ligt in de mariene ecoregio Noord-Amerikaans Pacifisch Fjordland.

## Geschiedenis
Het kanaal werd genoemd door Joseph Whidbey tijdens een expeditie onder leiding van kapitein George Vancouver (1757-1798), een officier van de Royal Navy. De naam wordt gegeven ter ere van Sir John Borlase Warren (1753-1822), admiraal, diplomaat en politicus van de Britse Royal Navy.